# François Farin
François Farin, né vers 1605 et mort le 8 septembre 1675 à Rouen, est un historien de la Normandie.

## Biographie
Il naît vers 1605 à Rouen dans la paroisse Saint-Denis, où il est baptisé.
Prêtre, organiste et clerc matriculier de Saint-Godard de Rouen, il devient en 1650 prieur de Notre-Dame-du-Val, près de Veules.
Il meurt le 8 septembre 1675 à l'âge de 70 ans.

## Publications
- Histoire de la ville de Rouen, 6 parties, Rouen, 1668, Jacques Amiot, 1710 (2e ed.), Louis du Souillet, 1731 (3e ed.) En ligne
- La Normandie chrestienne, ou l'histoire des archevesques de Rouen qui sont au catalogue des saints, Rouen, Louis du Mesnil, 1659.
- Le Château fortifié, Rouen, E. Cagniard, 1884, 95 pages.